# Kerstin Ekmanová
Kerstin Lillemor Ekmanová (* 27. srpna 1933, Risinge, Östergötland jako Kerstin Hjorthová) je švédská spisovatelka.
Vystudovala Uppsalskou univerzitu a pracovala jako středoškolská učitelka. Jejím manželem byl historik Stig Ekman, rozvedli se v roce 1966. Vynikla především jako autorka detektivek, Černá voda vyhrála v roce 2012 anketu o nejlepší švédskou detektivku. Do češtiny byla přeložena také její trilogie Vlčí kůže popisující život na jämtlandském venkově a lyrická novela o příbězích zaběhlého štěněte Pes. Podle její předlohy natočil Daniel Alfredson v roce 2008 filmový thriller Vlk.
V letech 1978 se stala členkou Švédské akademie, v roce 1989 se přestala podílet na její činnost na protest proti tomu, že se akademie nezastala Salmana Rushdieho, na křeslo v akademii rezignovala až v roce 2018, kdy to nová pravidla umožnila. V letech 1978 od roku 1993 je členkou výboru, který uděluje Velkou cenu Devíti. Získala Literární cenu Selmy Lagerlöfové (1989), Literární cenu Severské rady (1994) a cenu Litteris et Artibus (1998). V roce 2007 jí Švédská univerzita zemědělských věd udělila čestný doktorát za citlivé zobrazení přírody v jejích knihách.